# Punta de Pinoset
La Punta de Pinoset és una muntanya de 564 metres que es troba al municipi dels Torms, a la comarca catalana de les Garrigues.